# Luis de la Fuente y Almazán
Luis de la Fuente y Almazán fue un pintor español del siglo XIX.

## Biografía
Pintor natural de Guadalajara, fue discípulo de la Escuela especial de Pintura y de Vicente Palmaroli, premiado con primera medalla de plata en la Exposición provincial de Guadalajara en 1876. En la Exposición Nacional de 1878 presentó Regimiento de Ingenieros pasando por frente de la puerta del Príncipe del Palacio Real de Madrid en dirección al cuartel de la Montaña y La fuente de Hierro de la Casa de Campo (estudio). Fueron también suyos Un país nevado, que presentó en la Exposición del Círculo de Bellas Artes en 1880, y La Virgen amparando bajo su manto la Orden del Císter, para el altar mayor de la iglesia de monjas Bernardas en la calle de Isabel la Católica de Madrid. En septiembre de 1920 se jubiló, tras haber desempeñado el puesto de profesor de término de la Escuela Industrial y de Artes y Oficios de Valladolid.